# Coupe panaméricaine masculine de volley-ball
La Coupe panaméricaine de volley-ball masculin est une compétition organisée par la NORCECA comprenant des équipes de toute l'Amérique (du Nord, du Sud, Centrale, et des Caraïbes) et qualificative pour la Copa America.

## Palmarès
| Année | Lieu                                               | Champion                                           | Finaliste                                          | Troisième                                          | Quatrième                                          |
| ----- | -------------------------------------------------- | -------------------------------------------------- | -------------------------------------------------- | -------------------------------------------------- | -------------------------------------------------- |
| 2006  | Mexicali/Tijuana                                   | États-Unis                                         | République dominicaine                             | Canada                                             | Mexique                                            |
| 2007  | Santo Domingo                                      | Mexique                                            | Porto Rico                                         | Cuba                                               | Canada                                             |
| 2008  | Winnipeg                                           | États-Unis                                         | Canada                                             | République dominicaine                             | Mexique                                            |
| 2009  | Santo Domingo                                      | États-Unis                                         | Canada                                             | République dominicaine                             | Porto Rico                                         |
| 2010  | San Juan                                           | États-Unis                                         | Argentine                                          | Porto Rico                                         | Brésil                                             |
| 2011  | Gatineau                                           | Brésil                                             | États-Unis                                         | Canada                                             | Porto Rico                                         |
| 2012  | Saint-Domingue                                     | États-Unis                                         | Argentine                                          | République dominicaine                             | Brésil                                             |
| 2013  | Mexico                                             | Brésil                                             | Mexique                                            | Argentine                                          | Porto Rico                                         |
| 2014  | Tijuana                                            | Cuba                                               | États-Unis                                         | Argentine                                          | Porto Rico                                         |
| 2015  | Reno                                               | Brésil                                             | Argentine                                          | Venezuela                                          | Canada                                             |
| 2016  | Mexico                                             | Cuba                                               | Argentine                                          | Canada                                             | Mexique                                            |
| 2017  | Gatineau                                           | Argentine                                          | Porto Rico                                         | Cuba                                               | Canada                                             |
| 2018  | Córdoba                                            | Argentine                                          | Brésil                                             | Cuba                                               | Porto Rico                                         |
| 2019  | Colima                                             | Cuba                                               | Argentine                                          | Mexique                                            | Chili                                              |
| 2020  | Edition annulée à cause de la Pandémie de Covid-19 | Edition annulée à cause de la Pandémie de Covid-19 | Edition annulée à cause de la Pandémie de Covid-19 | Edition annulée à cause de la Pandémie de Covid-19 | Edition annulée à cause de la Pandémie de Covid-19 |
| 2021  | Saint-Domingue                                     | Mexique                                            | Canada                                             | États-Unis                                         | République dominicaine                             |
| 2022  | Gatineau                                           | Cuba                                               | Canada                                             | États-Unis                                         | Chili                                              |

## Tableau des médailles
| Rang | Pays                   | Médaille d'or | Médaille d'argent | Médaille de bronze | Total |
| 1    | États-Unis             | 5             | 2                 | 2                  | 9     |
| 2    | Cuba                   | 4             | 0                 | 3                  | 6     |
| 3    | Brésil                 | 3             | 1                 | 0                  | 4     |
| 4    | Argentine              | 2             | 5                 | 2                  | 9     |
| 5    | Mexique                | 2             | 1                 | 1                  | 4     |
| 6    | Canada                 | 0             | 4                 | 3                  | 7     |
| 7    | Porto Rico             | 0             | 2                 | 1                  | 3     |
| 8    | République dominicaine | 0             | 1                 | 3                  | 4     |
| 9    | Venezuela              | 0             | 0                 | 1                  | 1     |